# Polstern

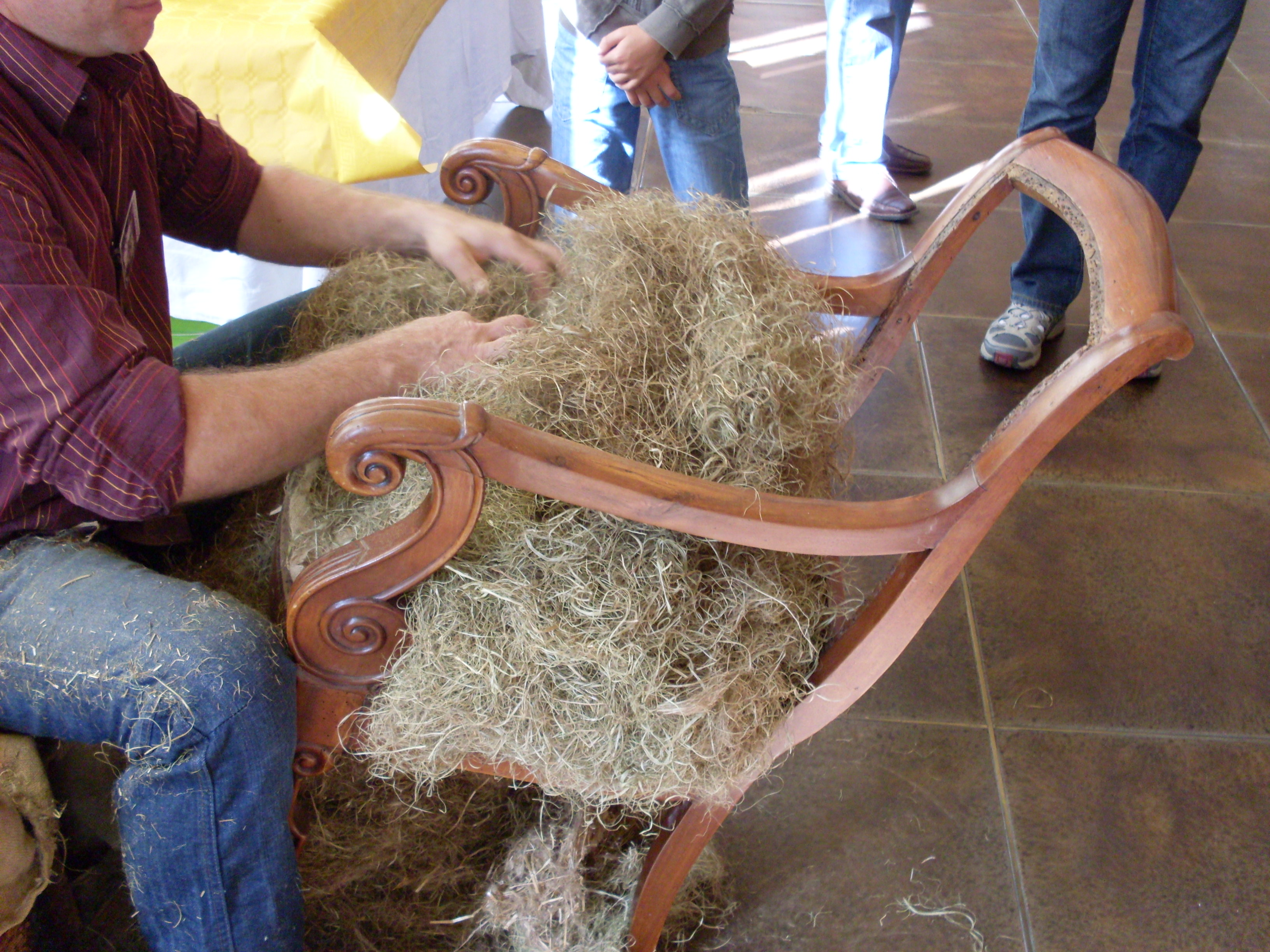
Einarbeiten von Füllmaterial

Polstern ist die Berufstätigkeit des Polsterers oder des Raumausstatters. Der Polsterer übt seine Tätigkeit in der Industrie aus, der Raumausstatter im Handwerk.
Es werden Polstermöbel, Stühle und Matratzen (Auflagen) hergestellt. Das Anfertigen und Aufarbeiten von Polsterungen im Automobilbereich wird vom Fahrzeugsattler ausgeführt.

## Technik
Auch in diesem Berufsfeld hat sich die Arbeitstechnik im Laufe der letzten einhundert Jahre gewandelt.
Anfangs wurden für Sitze und Bänke nur Lederstücke auf einen Holzrahmen genagelt.
Später wurde mit verschiedenen Werkstoffen, z. B. Stroh, Seegras und Rosshaar gepolstert, um die Bequemlichkeit zu erhöhen. Der historische Vorläufer des Polsterers war der Beruf des Stuhlmachers, dieser baute das Holzgestell der Sitzmöbel.

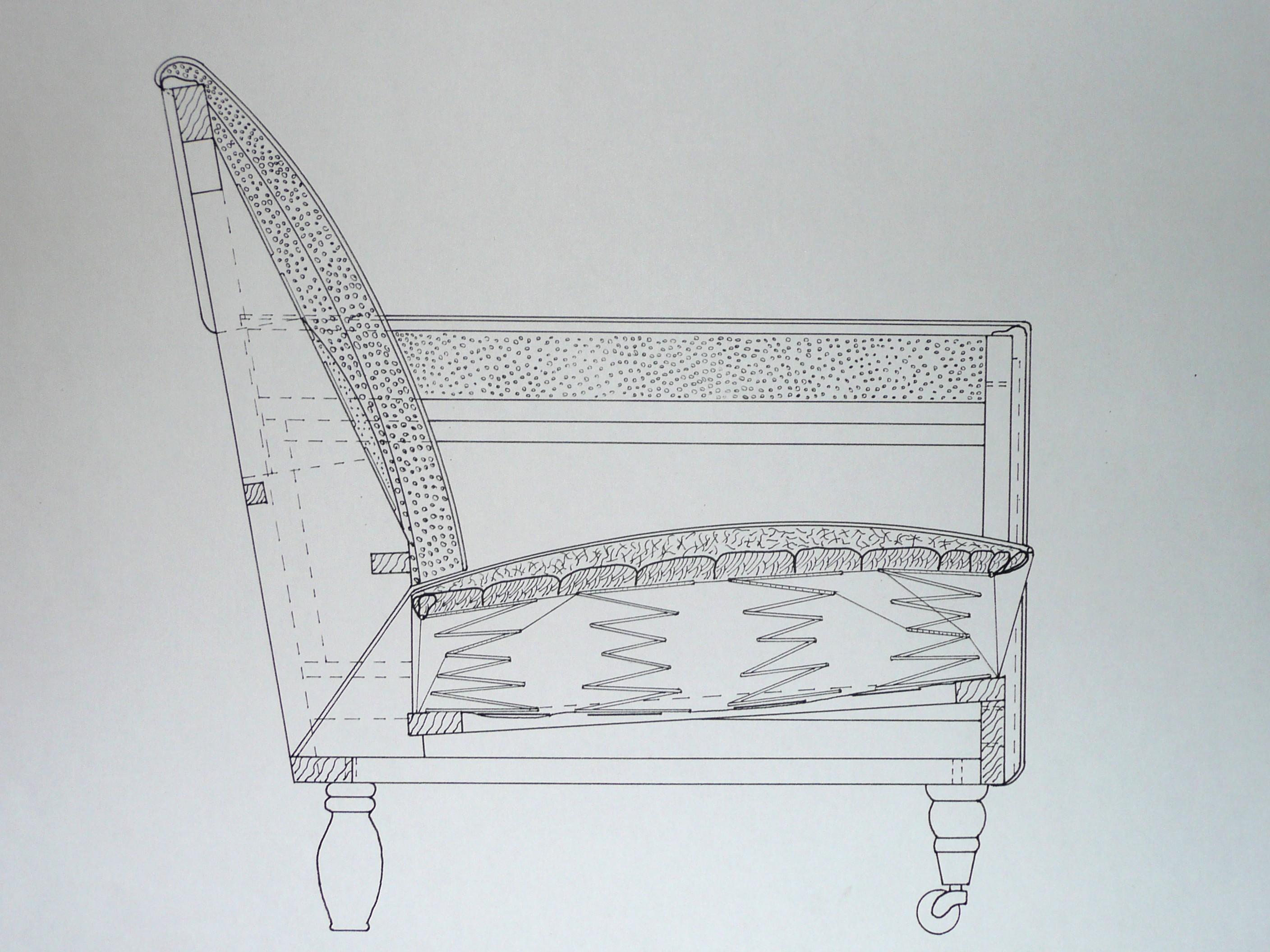
Technische Zeichnung eines klassisch gepolsterten Sessels

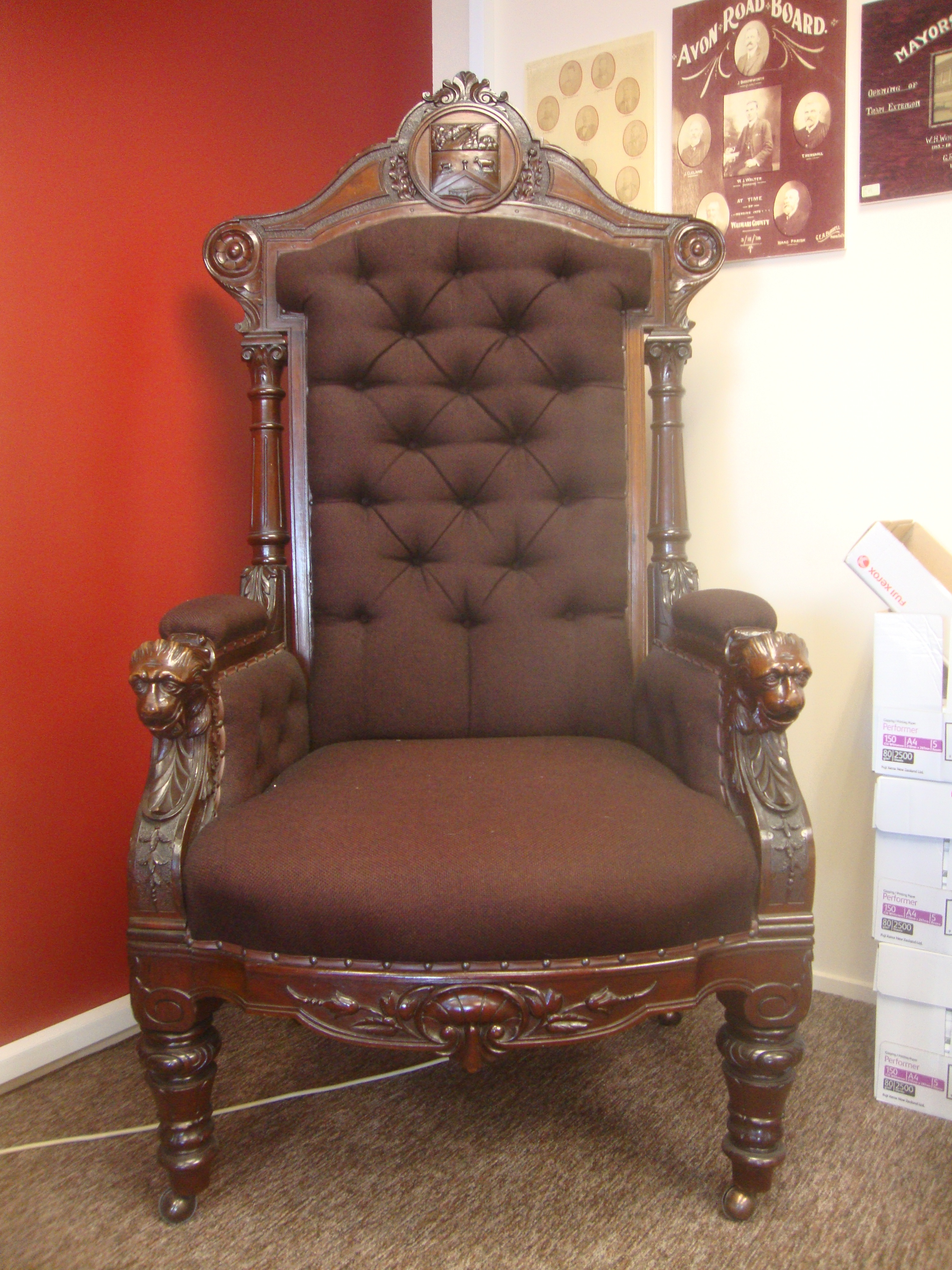
Akkurat ausgeführte Rautenheftung

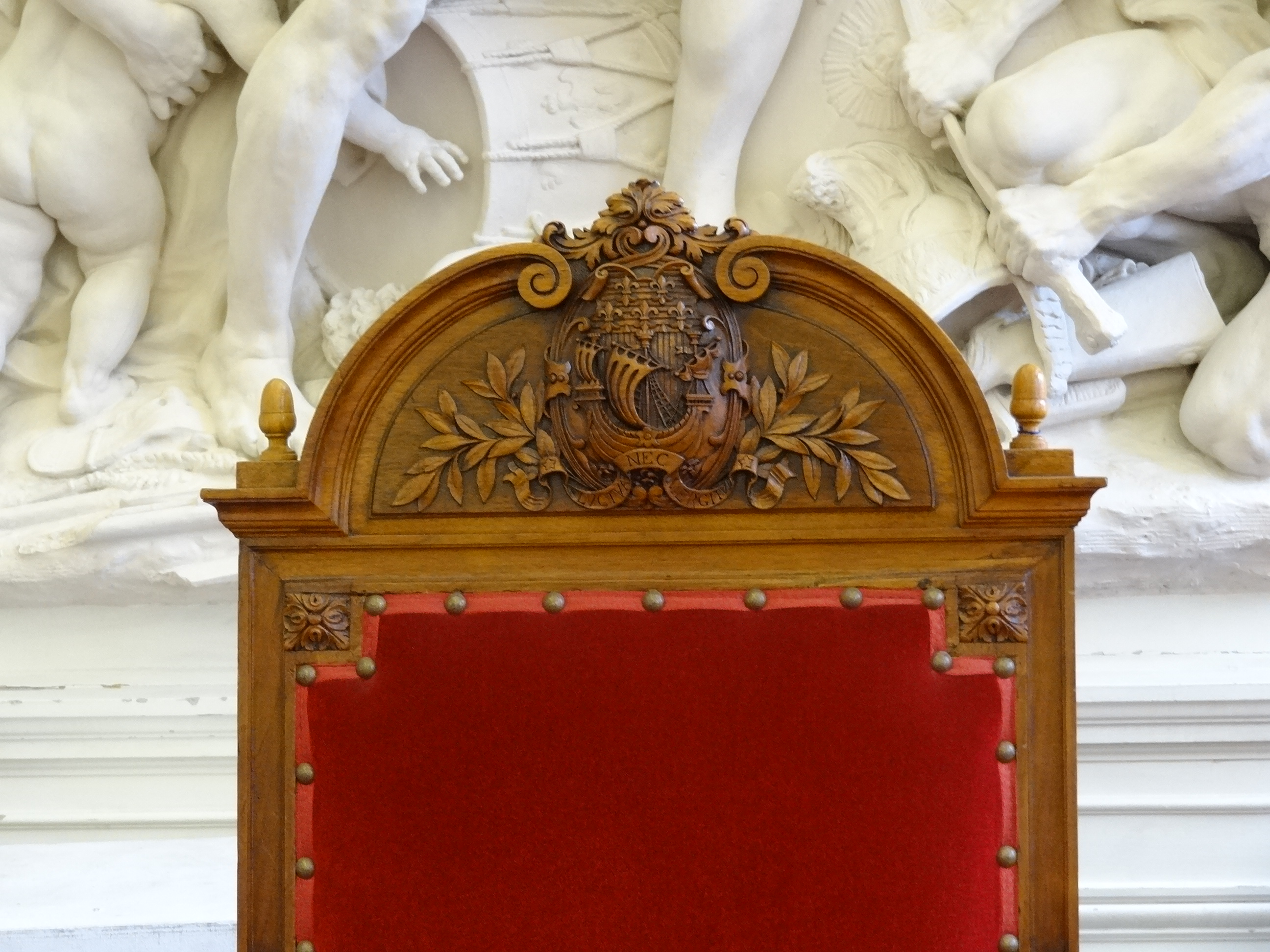
Dekorative sichtbare Nagelung

Sichtbare Nagelung in Form eines Perlstabes

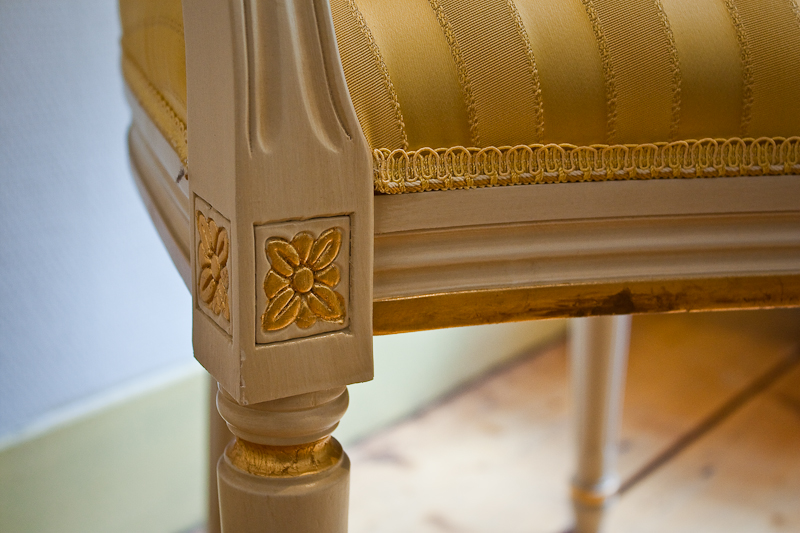
Kaschierung der Nagelleiste durch Anbringung einer zweckmäßigen und dekorativen Gimpen-Borte

Bis etwa 1960 sah die Herstellung eines Polstermöbels wie folgt aus: Auf ein Gestell aus Hartholz (meist Buche, bei sichtbaren Holzteilen auch Kirsche, Eiche, Teak und andere) werden kreuzweise Gurte gespannt und mit Gurtnägeln befestigt. Auf diese Gurte werden Sprungfedern genäht. Um diesen Federn Halt zu geben, werden sie miteinander (und meist auch mit dem Gestell) verschnürt. Hierbei haben sich verschiedene Schnürtechniken entwickelt. Man unterscheidet die deutsche und die französische Schnürung.
- Die deutsche Schnürung wird auch Matratzenschnürung genannt. Sie findet normalerweise in sehr tiefen und geraden Sitzen oder Liegemöbeln Anwendung und ist an der diagonal verlaufenden Zwischenschnur erkennbar.
- Die weitaus häufiger angewandte Schnürung ist die französische Schnürung für kleinere Möbel (bis vier, maximal fünf Federreihen).

Mittels verschiedener Knotenarten (Knoten, Schlinge, Bohne, Doppelbohne) werden die Sprungfedern in die Form gebracht, die dem späteren Möbel entspricht.
Interessant ist, dass die Federn nicht senkrecht stehen. Sie werden so ausgerichtet, dass sie „beim Sitzen“, also beim Niederdrücken, die senkrechte Stellung einnehmen und so einen maximalen Sitzkomfort ermöglichen. Diese Technik ist dem heutigen (Federkern) in Bezug auf Haltbarkeit und Bequemlichkeit weit überlegen. Durch den hohen handwerklichen Aufwand ist sie allerdings kostspieliger geworden.
Auf diese Sprungfederkonstruktion wird ein Bezug aus Jutegewebe (Federleinen 365/120, hessian-bugging, leinwandbindig) aufgebracht. Um Reibung und somit vorzeitigen Verschleiß zu vermeiden, wird dieses Gewebe an den Federn bzw. am Kantendraht festgenäht. Erst danach wird das Federleinen mit entsprechender Lose auf dem Gestell vernagelt.
Auf dieses Gewebe wird ein lockeres Material aus Afrik (Palmfasern) oder Kokos aufgebracht und gleichmäßig verzupft. Um den Auftrag des Materials zu erleichtern, wird ein Lassierstich angewandt; hierbei entstehen „Fächer“, in die das Füllmaterial eingebracht wird.
Es folgt eine weitere Lage eines Jutegewebes. Das Fassonleinen (210/120) ist ein geschmeidiges, grob-gewebtes Leinen, welches sich hervorragend an die gewünschte Form anpasst, ohne Falten zu schlagen.
Dieses wird nun „garniert“: das Füllmaterial wird mit einer speziellen Handnähtechnik in Form gebracht (Leiterstich/Vorderstiche/Hinterstich und bei Empiremöbeln mit dem Schweinsrückenstich für eine „scharfe Kante“).
Das Ergebnis ist die „Fasson“ (franz.: Form). Die endgültige Form des Polstermöbels ist nun fertiggestellt.
Um den Sitzkomfort weiter zu erhöhen, werden erneut Lassierstiche aufgebracht um eine Schicht aus Rosshaar oder Elancrin (veredelte Kokosfaser) zu befestigen. Dies nennt man Pikierung. Das Material wird hierzu ebenfalls gleichmäßig verzupft. Den Abschluss bildet eine Lage weiche Polsterwatte (besteht aus gereinigter, dann geschredderter Altkleidung, Wolle und verschiedenen Tierhaaren).
Empfehlenswert ist es, vor dem Aufziehen des Möbelstoffes einen Weißbezug aufzuziehen. Dieser wird mit Nessel ausgeführt. Vorteil ist hierbei, dass man die Form des Sitzes schön ausarbeiten kann, zudem erleichtert er auch das Ausstecken (Heften) des Bezugsstoffes. Weiterhin verlängert dieser gesonderte Bezug auch nicht unwesentlich die Haltbarkeit des Bezugsstoffes. Bei ganz feinen Stoffen wie z. B. Damast- oder Brokatstoffen ist der Weißbezug sogar dringend zu empfehlen. Sehr hochwertige Polstermöbel oder auch Antiquitäten werden mitunter nur mit Weißbezug versehen gelagert bzw. angeboten, da der endgültige Bezugsstoff vom Käufer ausgewählt werden soll. Die Arbeitskosten für den Bezug sind dann meist im Kaufpreis schon enthalten, lediglich der gewünschte Bezugsstoff muss dann gesondert bezahlt werden.
Der eigentliche Möbelstoff-Bezug wird – je nach Möbelform – angenagelt/getackert und/oder angenäht. Zuvor werden die Abseiten, das heißt die Rückfront und die Seitenteile des Möbelstückes mit Spannpappe verschlossen und letztere wattiert. Danach folgt der Stoffbezug (Spannteile). Sichtbare Nähte werden mit Posamenten, beispielsweise Kordeln, Gimpe, Borte, Bordüre oder Keder (Paspel) verziert. Eine derartige Kaschierung der Ansatzstellen gilt aber eher als nicht fachgerecht. Fachleute vernähen die Außenspannteile per Maschine und verkleiden die gesamte Abseite mit einem Stück Möbelstoff. Neuester und modernster Abschluss ist der Doppelkeder. Hierfür wird ein Stoffstreifen um ein Profil genäht. In der Rille des Profiles wird dann der Doppelkeder angetackert. Durch den Druck der Klammern pressen die zwei Wülste aneinander und verdecken die Klammern.
Für sichtbare Nagelungen stehen Ziernägel in verschiedenen Ausführungen zur Verfügung.
Die beschriebene handwerkliche Art der Polsterung ist hinsichtlich Haltbarkeit und Sitzkomfort den Techniken der industriellen Möbelfertigung weit überlegen. Aufgrund des hohen Arbeitsaufwandes ist sie allerdings auch sehr teuer und wird daher nach wie vor vor allem bei der Restaurierung von Antiquitäten oder bei sehr exklusiven Neuanfertigungen eingesetzt.

## Werkzeug

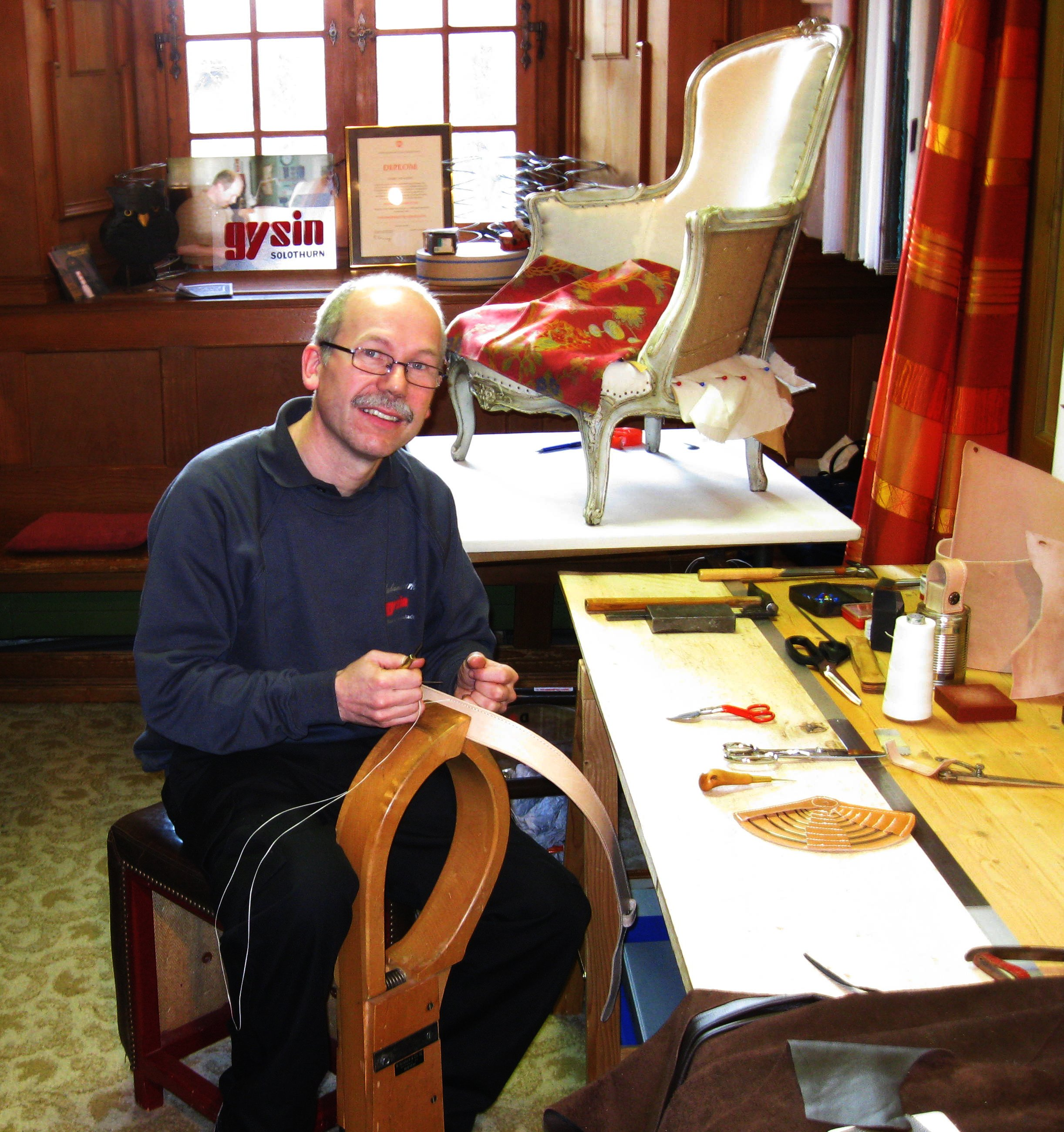
Polsterer und Sattler sind oft die gleiche Person.

Werkzeug eines Polsterers

Der Polsterer kommt mit relativ wenig Werkzeug aus. Das sollte aber in guter Qualität vorhanden sein. Hier eine Übersicht über die wichtigsten Werkzeuge:
Hammer
Einen guten Polsterhammer mit Rundkopf 8 mm für das Einschlagen der Paschnägel; für die Gurtnägel benötigt man einen stärkeren mit 13 mm. Einen Schlosserhammer für das Einschlagen von Nieten oder Ösen und einen Holzhammer für Abrissarbeiten mit dem Geißfuß (Nagelheber, Klammernheber).
Scheren
Eine gute Zuschneideschere mit langer Klinge für das Zuschneiden des Bezugsstoffes. Eine kleinere für Feinarbeiten und eine handliche kleine für Arbeiten mit der Nähmaschine.
Zangen
Von gutem Nutzen ist ein Seitenschneider für das Entfernen der Klammern. Eine Flach- oder Kombizange für diverse Arbeiten an Stoff oder Leder. Ebenso eignen sich Beißzangen ideal für Abrissarbeiten bei größeren Nägeln.
Ahlen und Schraubenzieher
Wichtig sind Schraubenzieher aller Größen in Schlitz-, Kreuz- oder Torx-Varianten. Eine spitze Ahle benutzt man für das Lockern der Klammern.
Kuhfuß
Dieses Werkzeug, auch Geißfuß genannt, benötigt man zum Herausnehmen der Nägel. Wichtig ist, dass man es mit dem Holzhammer benutzt. Dies schont das Werkzeug und der Holzhammer ist viel leichter. Ein ähnliches Werkzeug ist das Losschlageisen. Mit diesem kann man Blenden oder ähnliches vom Gestell lösen.
Messer
Gute, scharfe Messer sind bestens für das Abtrennen des überflüssigen Stoffes geeignet. Dazu kann man ein Teppichmesser oder einen sogenannten Halbmond benutzen. Ein kleines Schnitzermesser eignet sich gut für schwer zugängliche Stellen.
Sägen und Raspel
Für das Zurechtschneiden des Kantendrahtes ist eine kleine Metallsäge vonnöten. Für den Schaumstoffzuschnitt eignet sich eine elektrische Schaumstoffsäge bestens. Für gerade Schnitte reichen auch eine Handsäge oder ein scharfes Messer aus. Eine Holzraspel benötigt man zum Abrunden von scharfen Holzkanten.
Nadeln
Für die Handnähte und Fassonarbeiten sind ein gutes Sortiment an gebogenen Polsternadeln und dazu Matratzennadeln mit runder und dreieckiger Spitze in allen Größen und Stärken erforderlich. Für das Durchnähen der Polster und das einziehen von Polsterknöpfen benötigt man einen Doppelspitz. Diese Nadel hat an jedem Ende eine Spitze. Vorsichtiges Arbeiten mit dieser Nadel ist wegen der Unfallgefahr wichtig. Für das Zustecken der Polster benötigt man stabile Stecknadeln.
Spezialwerkzeug
Den Gurtspanner, ein Holz mit scharfen Nagelenden, benötigt man zum Spannen der Jutegurte. Es gibt sie mit Falz als Führung am Holz der Zarge oder mit Gummierung. Diese schützt das sichtbare Holz vor Kratzern oder Druckstellen. Den Kantendrahtbieger benötigt man zum Biegen des Kantendrahtes. Mit ihm lassen sich gute Drahtrundungen erzielen. Eine Heißleimpistole eignet sich gut zum Anleimen von Kordeln und Zierbändern.
Nähmaschine
Eine gute Nähmaschine mit Tisch ist das Herzstück jeder Polsterei. Sie sollte problemlos auch dicken Polsterstoff oder Leder nähen können. Ideal ist ein Kniehebel, mit dem sich der Nähfuß heben lässt; so hat der Polsterer immer beide Hände frei und kann zügig nähen.
Spindelpresse
Mit dieser Presse lassen sich Löcher stanzen und auch Polsterknöpfe, Druckknöpfe und Oesen herstellen.

## Ausbildungsberuf in Deutschland

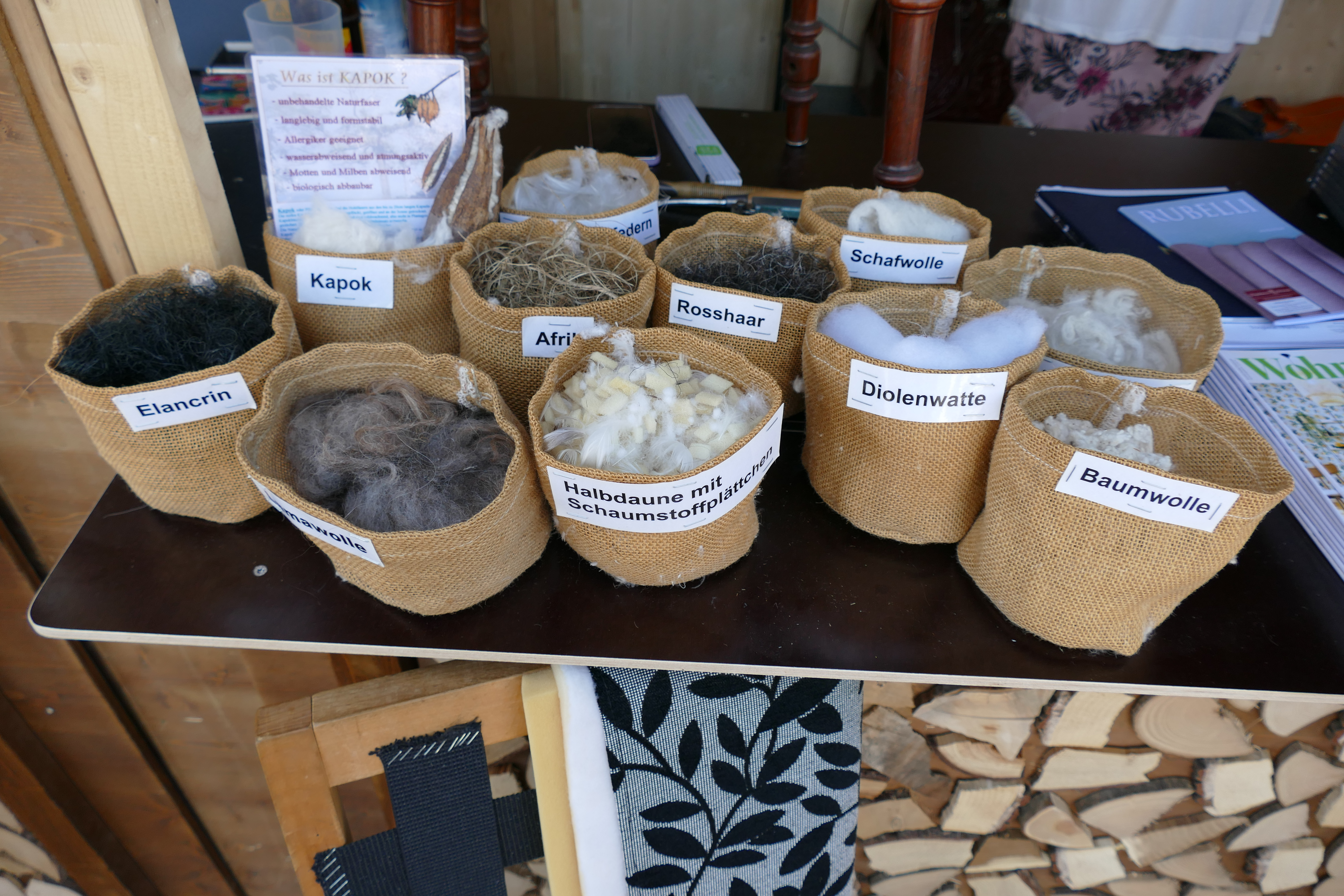
Präsentation von verschiedenen Füllmaterialien für Polsterungen

Der Polsterer ist in Deutschland seit 1997 ein staatlich anerkannter Ausbildungsberuf nach dem Berufsbildungsgesetz. Zuvor gab es eine Anerkennung des Berufes aus dem Jahr 1937, also weit vor Inkrafttreten des Berufsbildungsgesetzes. 2005 erfolgte eine Änderung der Ausbildungsvorschriften, mit der eine abgeschlossene zweijährige Ausbildung im neuen Beruf Polster- und Dekorationsnähers auf die Ausbildungszeit angerechnet werden konnte. 2013 und 2014 wurden die Ausbildungsinhalte grundlegend überarbeitet, um den veränderten technischen und organisatorischen Anforderungen der Branche gerecht zu werden. Die Ausbildung erfolgt an den Lernorten Betrieb und Berufsschule und dauert drei Jahre.

## Lehrberuf in Österreich
In Österreich ist Polsterer ein dreijähriger Lehrberuf. Die Ausbildung erfolgt im dualen System an Berufsschulen und bei einschlägigen Betrieben der Polstermöbelindustrie, bei Polstermöbelwerkstätten oder Tapeziererbetrieben.
Ausbildungsinhalte sind unter anderem Techniken zum Fertigen und Reparieren von Polstermöbeln, Matratzen sowie Wand- und Türpolsterungen unter Berücksichtigung des Stils der unterschiedlichen historischen Epochen.
Der Lehrling beendet die Ausbildung mit der Lehrabschlussprüfung als Geselle.
Eine Zusatzqualifikation kann durch eine weitere Prüfung im verwandten Lehrberuf Tapezierer und Dekorateur erworben werden. Im Handwerk der Tapezierer und Dekorateure kann auch die Meisterprüfung abgelegt werden, und auch die selbständige Berufsausübung ist möglich.
Für Höherqualifizierungen an Kollegs, Fachhochschulen und Universitäten benötigt man in Österreich meistens die Berufsmatura (Berufsreifeprüfung), die sich aus der Lehrabschlussprüfung und vier weiteren Prüfungen zusammensetzt.

## Filme
- Der Polsterer aus Zolling. D, 2008 (Dokumentation, 30 Minuten), Bayern3 aus der Reihe „Der Letzte seines Standes?“
- Handwerkskunst! Wie man einen Sessel polstert, SWR Fernsehen – Landesschau Rheinland-Pfalz vom 23. Juli 2018